# Dasychira invaria
Dasychira invaria är en fjärilsart som beskrevs av Walker 1856. Dasychira invaria ingår i släktet Dasychira och familjen tofsspinnare. Inga underarter finns listade i Catalogue of Life.